# Діапазон 2 метри
2-метровий радіоаматорський діапазон – частина УКХ-радіоспектру, яка включає частоти від 144 МГц до 148 МГц у регіоні Міжнародного союзу електрозв’язку (ITU) Регіони 2 (Північна та Південна Америка плюс Гаваї) і 3 (Азія та Океанія) і від 144 МГц до 146 МГц у регіоні ITU 1 (Європа, Африка та Росія). Ліцензійні привілеї радіоаматорів включають використання частот у цьому діапазоні для телекомунікацій, які зазвичай проводяться локально з дальністю прямої видимості приблизно 160 км.